# Morgonbad

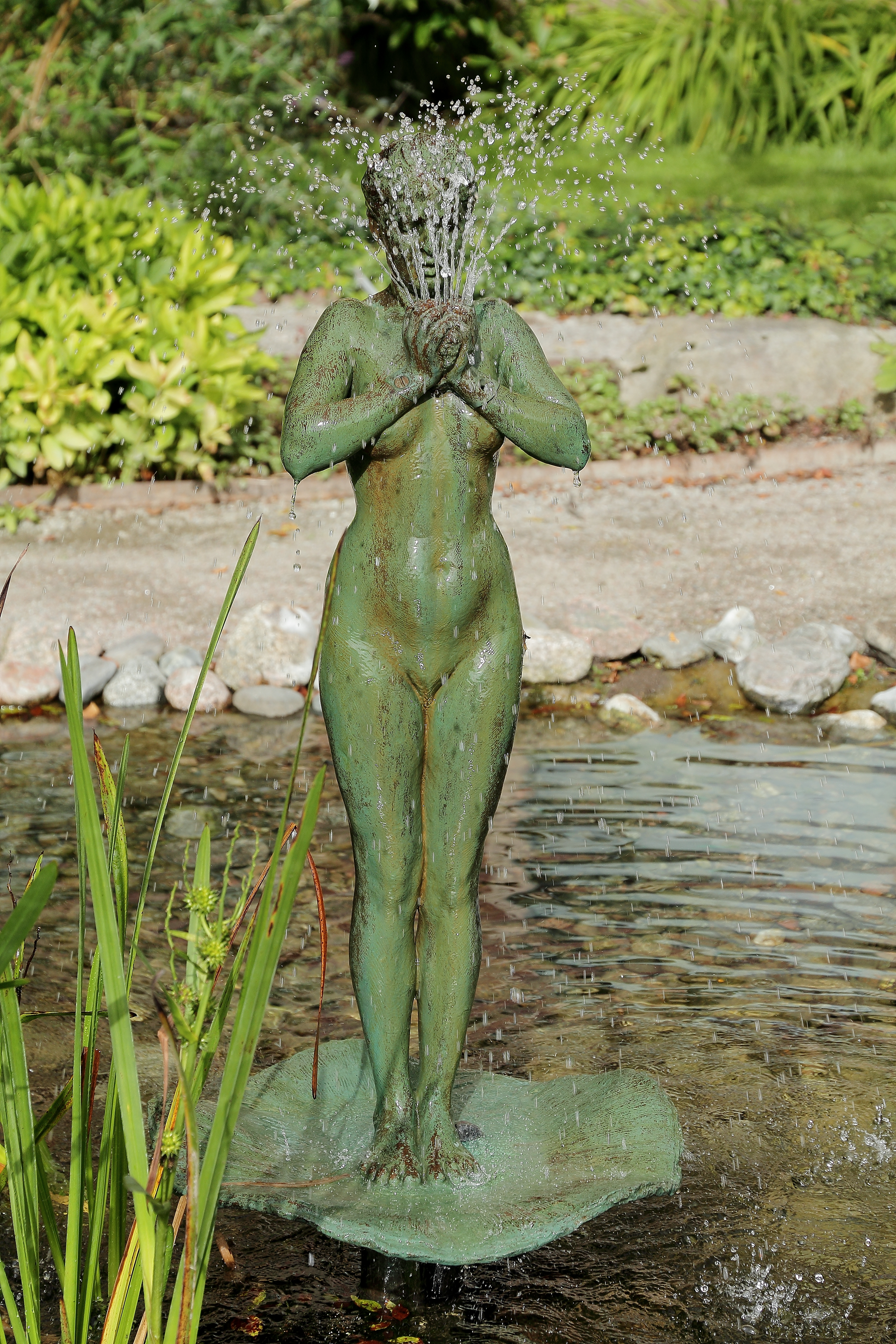
Morgonbad, Skulptur im Botanischen Garten in Västerås

Morgonbad ist eine von Anders Zorn 1908–1909 entworfene Brunnenskulptur. Die drei Bronzegüsse der Figur stehen vor dem Wohnhaus des Künstlers Zorngården in Mora, im Rosenbadsparken in Stockholm und im Botanischen Garten des Rudbeckianska gymnasiums in Västerås.

## Geschichte und Beschreibung
Zorn selbst hat in seinen Erinnerungen beschrieben, wie es zur Idee der Skulptur kam. Demnach bat ihn seine Frau Emma, im Garten ihres Hauses in Mora einen Brunnen aus Zement und Porphyr zu bauen. Da genug Wasserdruck vorhanden war, wurde der Gedanke zu einem Springbrunnen mit einer Figur entwickelt. Zorn entwarf schließlich einen weiblichen Akt, der einen Schwamm vor der Brust ausdrückt. Als Modell dienten die drei Schwestern Mjöberg aus Mora, von denen er sich jeweils bei Teilaspekten inspirieren ließ. Er beschrieb seine Auswahl mit „ad som fattades den ena fanns hos den andra“ (sinngemäß: was bei der einen fehlte, wurde bei der anderen gefunden).
Eine frühe Bleistiftzeichnung von 1908 zeigt große Übereinstimmung mit Zorns finaler Ausführung. Eine weibliche nackte Figur steht auf einem Seerosenblatt, das auf einer Säule liegt. Die Frau drückt ihre Hände um einen Schwamm, aus dem das Wasser in kleinen Fontänen herausspritzt. Bei den späteren Güssen ist sowohl die Figur, wie auch das Blatt und die stützende Säule aus Bronze, wobei allein der Frauenakt einen Meter misst. Ursprünglich wurde die Skulptur als Svampen (deutsch: Schwamm) bezeichnet, später erhielt sie die heutige Bezeichnung Morgonbad (Morgenbad). Die Darstellung nackter Frauen mit ähnlichem Ausdruck findet sich ebenso in zahlreichen Gemälden Zorns, die er in seiner Heimat Dalarna schuf.
Die ursprünglichen Bronzen wurden in der Gießerei Meyers konstgjuteri in Stockholm hergestellt. Einen Abguss zeigte Zorn 1909 auf der Biennale di Venezia und auf der Stockholmer Kunstgewerbe-Ausstellung. Darüber hinaus wurde im Juni 1909 eine Version vor Zorns Wohnhaus Zorngården aufgestellt. Eine anlässlich der Silberhochzeit von Anders und Emma Zorn entstandene Fotografie zeigt die Brunnenfigur mit der Festgesellschaft vor Zorngården. Im selben Jahr folgte die Aufstellung einer Version von Morgonbad im Rosenbadsparken, einer Grünanlage im Stockholmer Stadtteil Norrmalm. Nach Zorns Tod 1920 erhielt der Künstler Gunnar Pers die Erlaubnis zu einem weiteren Bronzeguss der Figur, der schließlich im Botanischen Garten in Västerås ihren Platz fand. Am 17. April 2018 vermeldete die Polizei in Västerås den Diebstahl der Skulptur. Der Wert der Bronzefigur wurde dabei auf 100.000 Schwedische Kronen beziffert. Da der Verbleib der gestohlene Figur nicht ermittelt werden konnte, entschied sich das Västerås konstmuseum in Abstimmung mit dem Zornmuseet in Mora und dem Stockholmer Stadtmuseum zu einem Neuguss von Morgonbad, dessen Aufstellung am 8. Mai 2020 im Botanischen Garten von Västerås erfolgte.

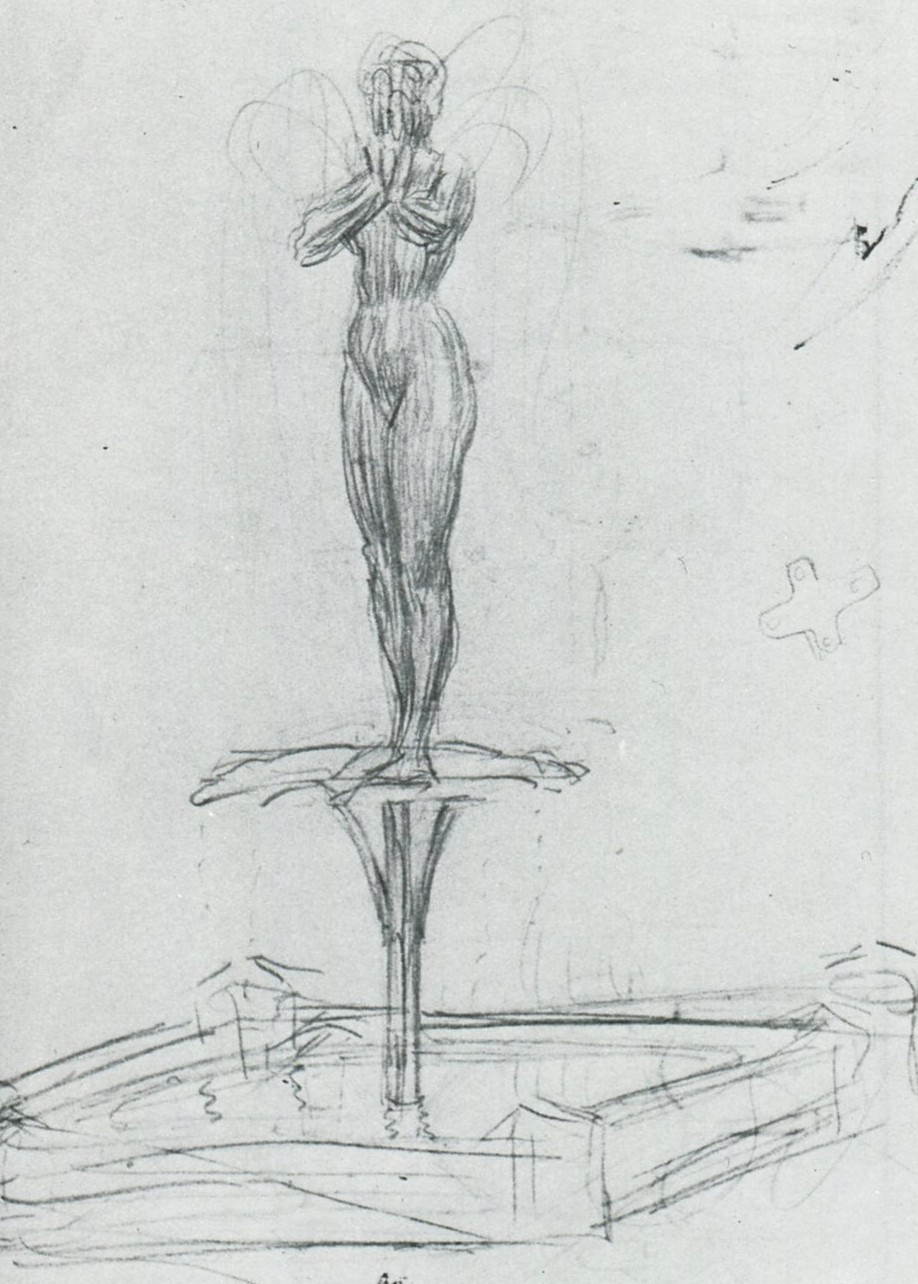
Zorns Bleistiftskizze zu Morgonbad, 1908
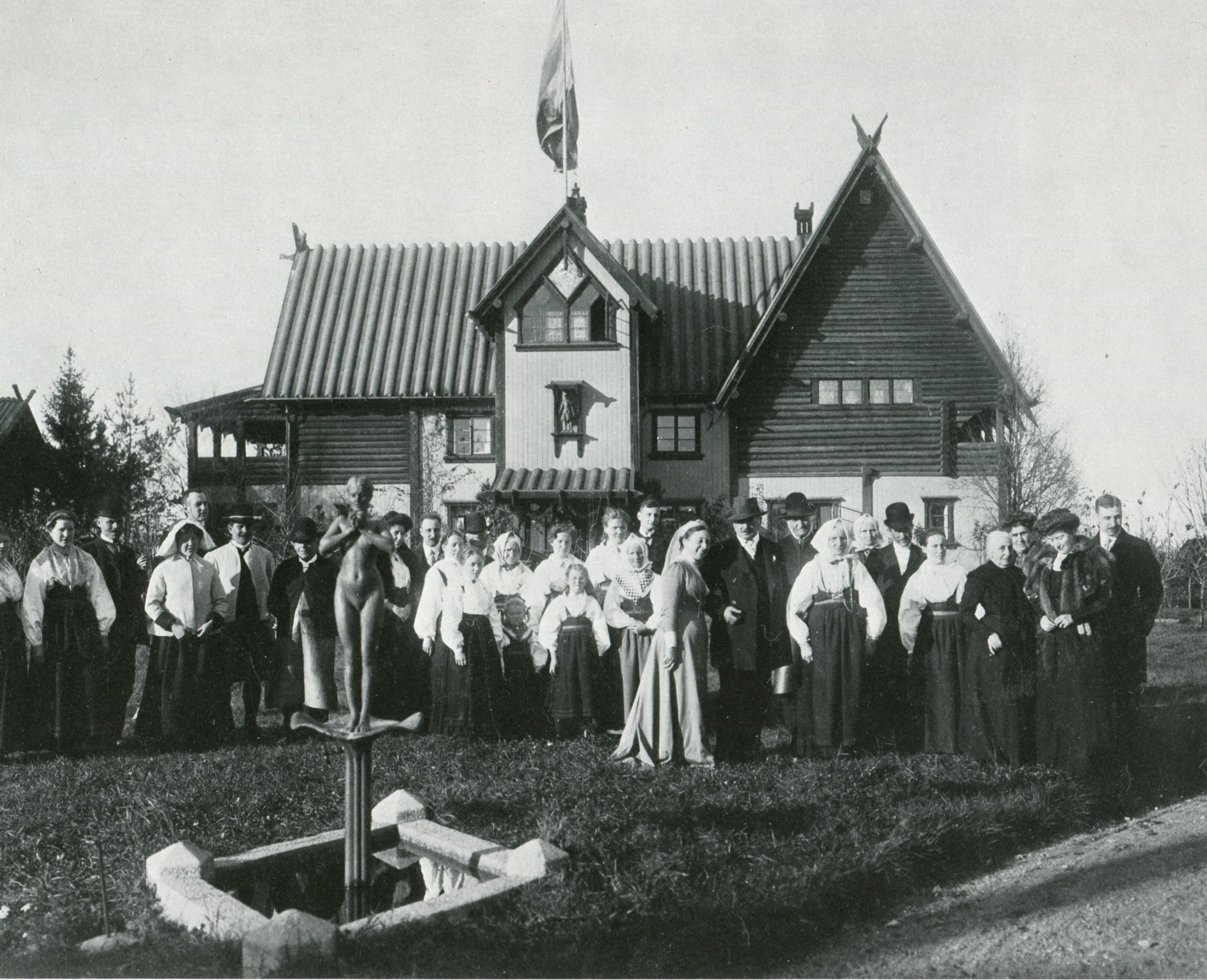
Anders und Emma Zorn (Silberhochzeit 1910), vorn die Brunnenfigur Morgonbad, hinten das Wohnhaus Zorngården
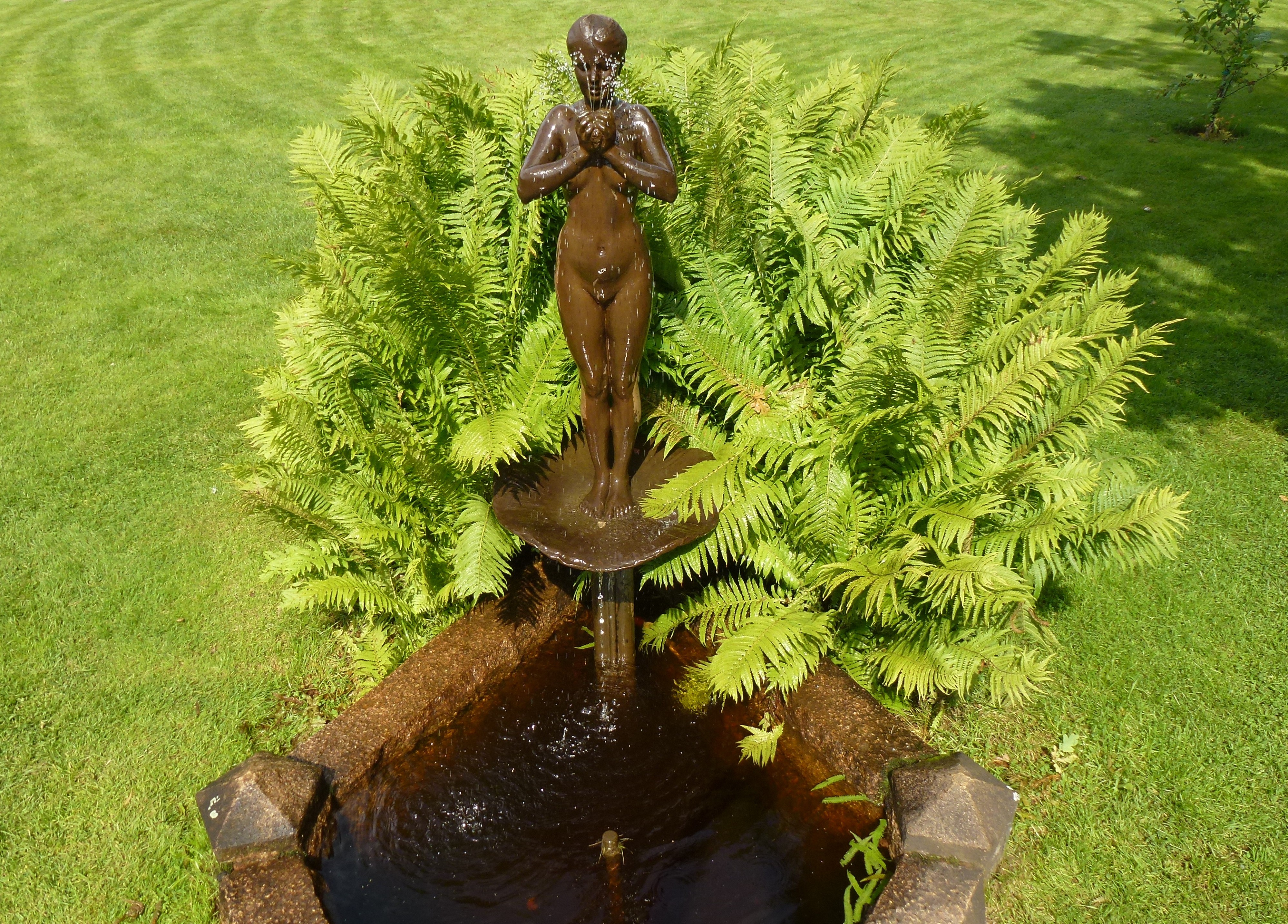
Morgonbad im Garten von Zorngården, Mora
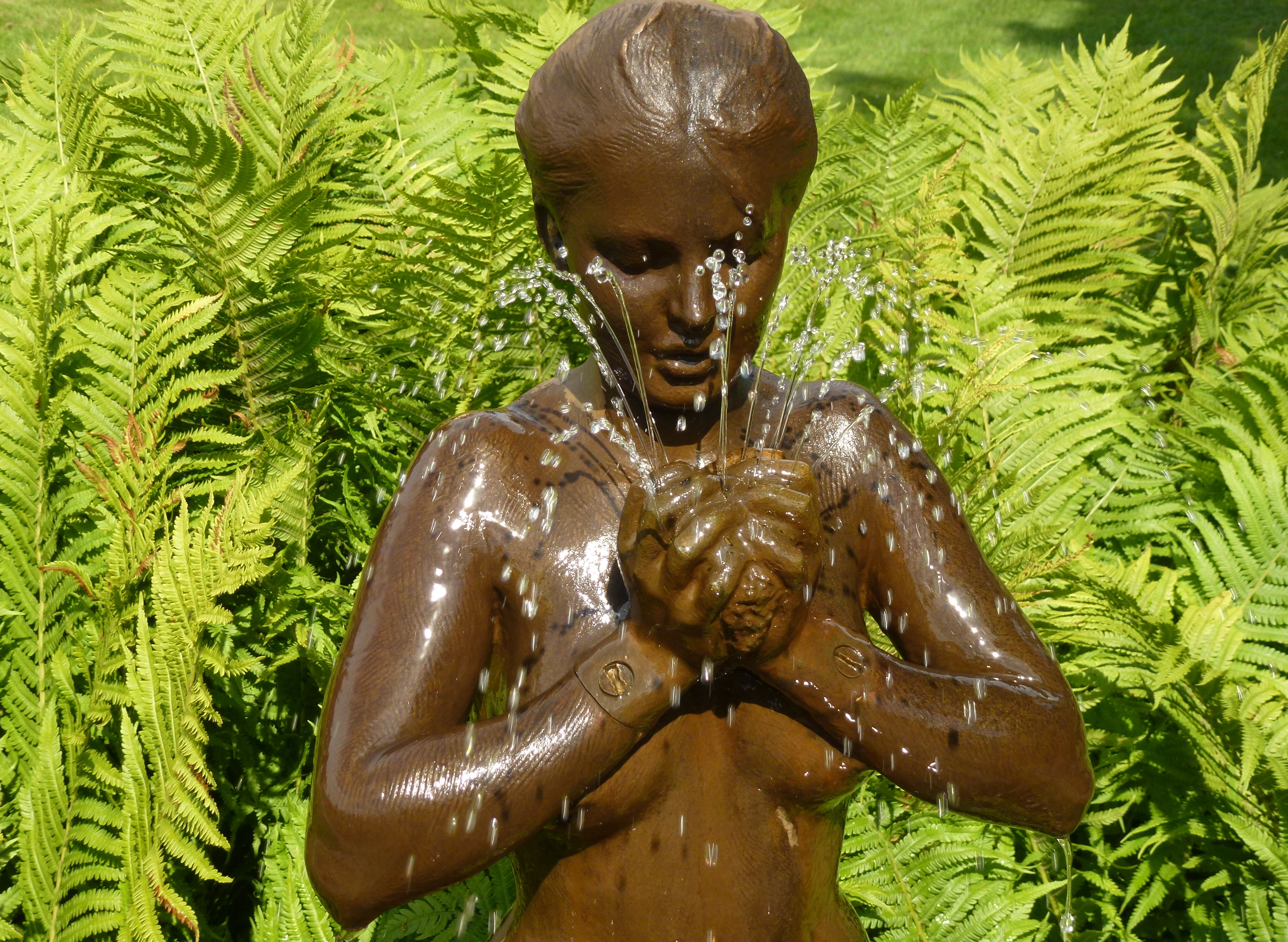
Morgonbad im Garten von Zorngården, Detailansicht
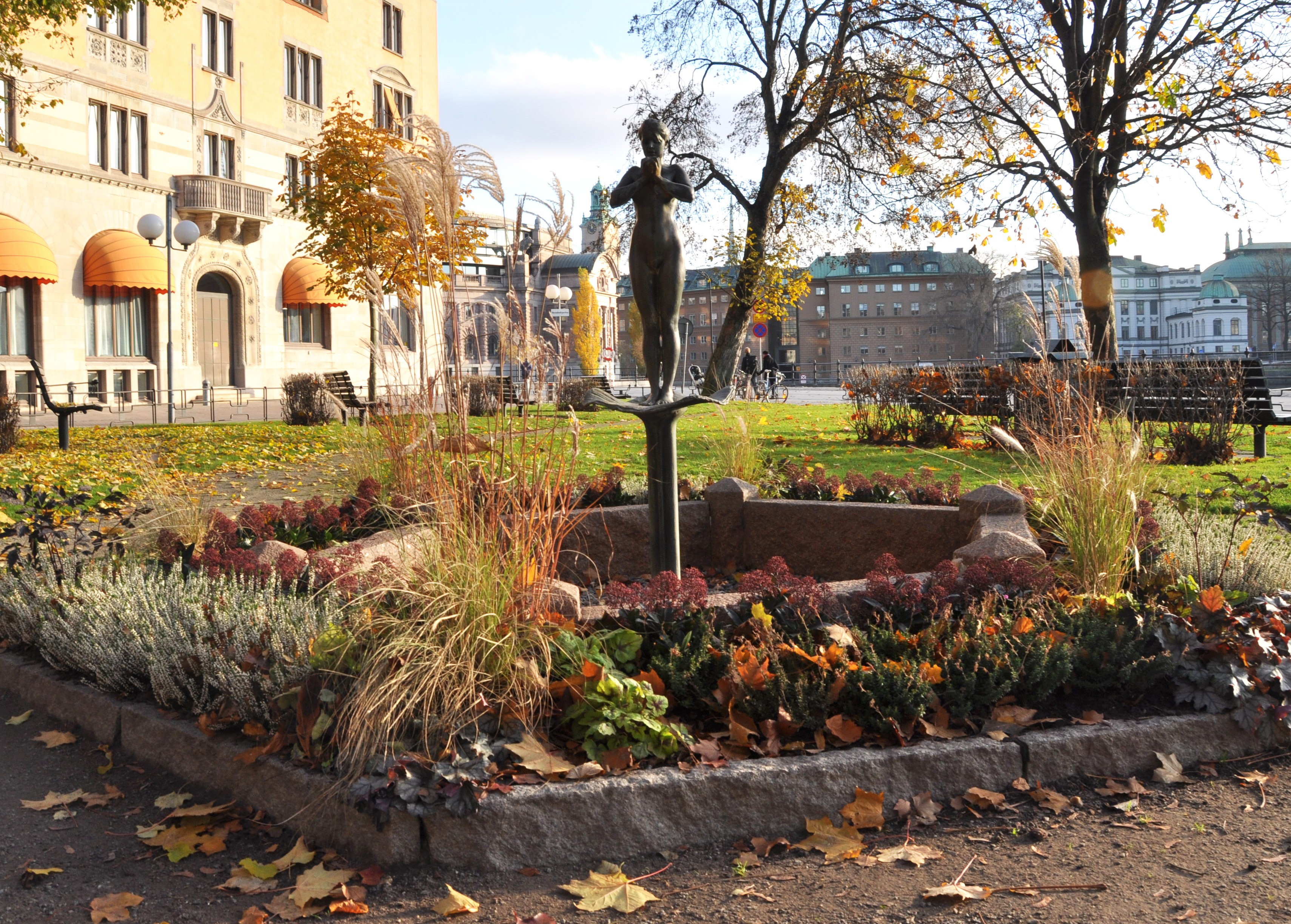
Morgonbad im Rosenbadsparken, Stockholm